# Sport-Club Paderborn 07 2013-2014
Questa voce raccoglie le informazioni riguardanti lo Sport-Club Paderborn 07 nelle competizioni ufficiali della stagione 2013-2014.

## Stagione
Nella stagione 2013-2014 il Paderborn, allenato da André Breitenreiter, concluse il campionato di 2. Bundesliga al 2º posto e fu promosso in Bundesliga. In Coppa di Germania il Paderborn fu eliminato al secondo turno dal Saarbrücken.

## Rosa
| N. |                                 | Ruolo | Calciatore          |
| -- | ------------------------------- | ----- | ------------------- |
| 1  | Germania (bandiera)             | P     | Lukas Kruse         |
| 2  | Germania (bandiera)             | D     | Uwe Hünemeier       |
| 5  | Germania (bandiera)             | D     | Patrick Ziegler     |
| 6  | Germania (bandiera)             | C     | Marvin Bakalorz     |
| 7  | Germania (bandiera)             | D     | Jens Wemmer         |
| 8  | Bosnia ed Erzegovina (bandiera) | C     | Mario Vrančić       |
| 9  | Paesi Bassi (bandiera)          | A     | Rick ten Voorde     |
| 10 | Turchia (bandiera)              | A     | Mahir Sağlık        |
| 11 | Germania (bandiera)             | A     | Saliou Sané         |
| 13 | Germania (bandiera)             | D     | Christian Strohdiek |
| 14 | Germania (bandiera)             | D     | Thomas Bertels      |
| 15 | RD del Congo (bandiera)         | A     | Elias Kachunga      |
| 16 | Germania (bandiera)             | A     | Johannes Wurtz      |
| 17 | Kosovo (bandiera)               | C     | Alban Meha          |

| N. |                       | Ruolo | Calciatore         |
| -- | --------------------- | ----- | ------------------ |
| 18 | Germania (bandiera)   | C     | Markus Krösche     |
| 19 | Germania (bandiera)   | P     | Nico Burchert      |
| 20 | Germania (bandiera)   | C     | Marc Vucinovic     |
| 21 | Germania (bandiera)   | C     | Daniel Brückner    |
| 22 | Germania (bandiera)   | D     | Michael Heinloth   |
| 23 | Lituania (bandiera)   | D     | Markus Palionis    |
| 25 | Germania (bandiera)   | D     | Martin Amedick     |
| 26 | Germania (bandiera)   | D     | Florian Hartherz   |
| 27 | Montenegro (bandiera) | C     | Mirnes Pepić       |
| 28 | Germania (bandiera)   | D     | Tim Welker         |
| 29 | Germania (bandiera)   | C     | Sebastian Schonlau |
| 30 | Germania (bandiera)   | C     | Süleyman Koç       |
| 33 | Germania (bandiera)   | P     | Daniel Lück        |

## Organigramma societario
Area tecnica
- Allenatore: André Breitenreiter
- Allenatore in seconda: Volkan Bulut, Asif Šarić
- Preparatore dei portieri: Claus Reitmaier
- Preparatori atletici:
- Analisi video:

## Calciomercato

### Sessione estiva
| Acquisti | Acquisti         | Acquisti              | Acquisti |
| R.       | Nome             | da                    | Modalità |
| -------- | ---------------- | --------------------- | -------- |
| D        | Florian Hartherz | Werder Brema          |          |
| A        | Johannes Wurtz   | Werder Brema          |          |
| D        | Michael Heinloth | Norimberga II         |          |
| D        | Martin Amedick   | Eintracht Francoforte |          |
| D        | Uwe Hünemeier    | Energie Cottbus       |          |
| C        | Mirnes Pepić     | Reutlingen U19        |          |
| A        | Saliou Sané      | Havelse               |          |
| D        | Fabian Scheffer  | Norimberga II         |          |
| A        | Rick ten Voorde  | NAC Breda             |          |
| C        | Marc Vucinovic   | Havelse               |          |

| Cessioni | Cessioni           | Cessioni           | Cessioni |
| R.       | Nome               | a                  | Modalità |
| -------- | ------------------ | ------------------ | -------- |
| C        | Massimo Ornatelli  | Osnabrück          |          |
| D        | Tobias Feisthammel | Duisburg           |          |
| A        | Niclas Erlbeck     | E. Braunschweig II |          |
| D        | Manuel Gulde       | Karlsruhe          |          |
| A        | Philipp Hofmann    | Ingolstadt 04      |          |
| P        | Sebastian Lange    | Verl               |          |
| A        | Deniz Naki         | Gençlerbirliği     |          |
| D        | Jens Wissing       | Duisburg           |          |
| A        | Deniz Yılmaz       | Elazığspor         |          |

### Sessione invernale
| Acquisti | Acquisti        | Acquisti              | Acquisti |
| R.       | Nome            | da                    | Modalità |
| -------- | --------------- | --------------------- | -------- |
| C        | Marvin Bakalorz | Eintracht Francoforte |          |
| C        | Süleyman Koç    | Babelsberg            |          |

| Cessioni | Cessioni        | Cessioni        | Cessioni |
| R.       | Nome            | a               | Modalità |
| -------- | --------------- | --------------- | -------- |
| D        | Fabian Scheffer | Carl Zeiss Jena |          |
| C        | Diego Demme     | RB Lipsia       |          |
| C        | Manuel Zeitz    | Saarbrücken     |          |

## Risultati

### 2. Bundesliga

#### Girone di andata
| Arbitro: | Dankert |

|  |           |            |
|  | Marcatori | 68’ Zoller |

| Arbitro: | Sippel |

|                                 |           |  |
| Sanogo 3’, 11’, 38’ Bittroff 8’ | Marcatori |  |

| Arbitro: | Gagelmann |

|             |           |               |
| Krösche 15’ | Marcatori | 90’ Przybyłko |

| Arbitro: | Stegemann |

|                                    |           |                                           |
| Jerat 52’ Schütz 76’ Schönfeld 90’ | Marcatori | 15’ Sağlık 49’ Kachunga 80’ (rig.) Voorde |

| Arbitro: | Kampka |

|            |           |  |
| Wemmer 71’ | Marcatori |  |

| Arbitro: | Dietz |

|                                            |           |                               |
| Aydın 46’ Fabian 71’ Ilsø 78’ Maltritz 84’ | Marcatori | 43’ (rig.) Voorde 45’ Bertels |

| Arbitro: | Stark |

|              |           |  |
| Kachunga 61’ | Marcatori |  |

| Arbitro: | Christ |

|                      |           |                      |
| Aoudia 63’ Dedič 67’ | Marcatori | 47’ Wurtz 85’ Sağlık |

| Arbitro: | Fritz |

|  |           |                                |
|  | Marcatori | 40’, 79’ Brandy 85’ Mattuschka |

| Arbitro: | Petersen |

|           |           |                      |
| Nöthe 66’ | Marcatori | 49’ Sağlık 78’ Wurtz |

| Arbitro: | Thomsen |

|                                    |           |                         |
| Sağlık 29’, 51’ Wurtz 49’ Meha 54’ | Marcatori | 22’ Leckie 52’ Kapllani |

| Arbitro: | Brand |

|           |           |                                                         |
| Latka 40’ | Marcatori | 28’, 45’, 63’, 70’ Sağlık 76’ Kachunga 86’ (aut.) Latka |

| Arbitro: | Schriever |

|             |           |            |
| Krösche 64’ | Marcatori | 27’ Caiuby |

| Arbitro: | Ittrich |

|                                |           |  |
| Stieber 30’, 83’ Mudrinski 34’ | Marcatori |  |

| Arbitro: | Dietz |

|                                        |           |                       |
| Jovanović 25’ Ulm 72’ (rig.) Adler 74’ | Marcatori | 12’ Kachunga 48’ Meha |

| Arbitro: | Cortus |

|            |           |               |
| Wemmer 32’ | Marcatori | 78’ Novikovas |

| Arbitro: | Wingenbach |

|                     |           |                                  |
| Klauß 18’ Grech 42’ | Marcatori | 12’, 72’ Meha 39’ Sané 54’ Wurtz |

#### Girone di ritorno
| Arbitro: | Willenborg |

|  |           |           |
|  | Marcatori | 73’ Wurtz |

| Arbitro: | Schriever |

|               |           |  |
| Hünemeier 63’ | Marcatori |  |

| Arbitro: | Winkmann |

|  |           |          |
|  | Marcatori | 47’ Meha |

| Arbitro: | Zwayer |

|                                               |           |  |
| Wemmer 33’ Meha 50’ Vrančić 57’ Strohdiek 86’ | Marcatori |  |

| Arbitro: | Schriever |

|                        |           |                     |
| Bierofka 81’ Ōsako 86’ | Marcatori | 5’ Vrančić 18’ Meha |

| Arbitro: | Kampka |

|                                             |           |           |
| Meha 48’, 69’ Vrančić 71’ Sağlık 79’ (rig.) | Marcatori | 40’ Latza |

| Arbitro: | Winkmann |

|                                                |           |  |
| Torres 12’ Nəzərov 69’, 84’ van der Biezen 87’ | Marcatori |  |

| Arbitro: | Stegemann |

|                        |           |                  |
| Bakalorz 38’ Wurtz 44’ | Marcatori | 55’ (rig.) Dedič |

| Arbitro: | Dingert |

|            |           |               |
| Brandy 53’ | Marcatori | 89’ Hünemeier |

| Arbitro: | Stark |

|                                 |           |  |
| Sağlık 41’, 69’ (rig.) Meha 58’ | Marcatori |  |

| Arbitro: | Hartmann |

|                    |           |                                     |
| Bertels 79’ (aut.) | Marcatori | 17’ Kachunga 52’, 55’ (rig.) Sağlık |

| Arbitro: | Welz |

|          |           |                         |
| Meha 53’ | Marcatori | 42’ Halloran 76’ Hoffer |

| Arbitro: | Gagelmann |

|            |           |                           |
| Morales 5’ | Marcatori | 36’ Bakalorz 81’ Kachunga |

| Arbitro: | Gräfe |

|                       |           |                |
| Koç 36’ Vucinovic 74’ | Marcatori | 59’, 90’ Azemi |

| Arbitro: | Stieler |

|                           |           |  |
| Koç 66’ Sağlık 83’ (rig.) | Marcatori |  |

| Arbitro: | Sippel |

|  |           |                      |
|  | Marcatori | 35’ Meha 66’ Vrančić |

| Arbitro: | Meyer |

|                           |           |               |
| Vucinovic 14’ Vrančić 21’ | Marcatori | 9’ Pohjanpalo |

### Coppa di Germania
| Arbitro: | Wingenbach |

|                          |           |                                    |
| Gardawski 32’ Oršula 90’ | Marcatori | 37’ Brückner 38’ Voorde 80’ Wemmer |

| Arbitro: | Hartmann |

|                   |           |            |
| Rathgeber 7’, 38’ | Marcatori | 72’ Sağlık |

## Statistiche

### Statistiche di squadra
| Competizione      | Punti | In casa | In casa | In casa | In casa | In casa | In casa | In trasferta | In trasferta | In trasferta | In trasferta | In trasferta | In trasferta | Totale | Totale | Totale | Totale | Totale | Totale | DR  |
| Competizione      | Punti | G       | V       | N       | P       | Gf      | Gs      | G            | V            | N            | P            | Gf           | Gs           | G      | V      | N      | P      | Gf     | Gs     | DR  |
| ----------------- | ----- | ------- | ------- | ------- | ------- | ------- | ------- | ------------ | ------------ | ------------ | ------------ | ------------ | ------------ | ------ | ------ | ------ | ------ | ------ | ------ | --- |
| 2. Bundesliga     | 62    | 17      | 10      | 4       | 3       | 30      | 16      | 17           | 8            | 4            | 5            | 33           | 32           | 34     | 18     | 8      | 8      | 63     | 48     | +15 |
| Coppa di Germania | -     | 0       | 0       | 0       | 0       | 0       | 0       | 2            | 1            | 0            | 1            | 4            | 4            | 2      | 1      | 0      | 1      | 4      | 4      | 0   |
| Totale            | 62    | 17      | 10      | 4       | 3       | 30      | 16      | 19           | 9            | 4            | 6            | 37           | 36           | 36     | 19     | 8      | 9      | 67     | 52     | +15 |

### Andamento in campionato
| Giornata  | 1  | 2  | 3  | 4  | 5  | 6  | 7  | 8  | 9  | 10 | 11 | 12 | 13 | 14 | 15 | 16 | 17 | 18 | 19 | 20 | 21 | 22 | 23 | 24 | 25 | 26 | 27 | 28 | 29 | 30 | 31 | 32 | 33 | 34 |
| --------- | -- | -- | -- | -- | -- | -- | -- | -- | -- | -- | -- | -- | -- | -- | -- | -- | -- | -- | -- | -- | -- | -- | -- | -- | -- | -- | -- | -- | -- | -- | -- | -- | -- | -- |
| Luogo     | C  | T  | C  | T  | C  | T  | C  | T  | C  | T  | C  | T  | C  | T  | T  | C  | T  | T  | C  | T  | C  | T  | C  | T  | C  | T  | C  | T  | C  | T  | C  | C  | T  | C  |
| Risultato | P  | P  | N  | N  | V  | P  | V  | N  | P  | V  | V  | V  | N  | P  | P  | N  | V  | V  | V  | V  | V  | N  | V  | P  | V  | N  | V  | V  | P  | V  | N  | V  | V  | V  |
| Posizione | 14 | 18 | 17 | 16 | 15 | 16 | 16 | 14 | 16 | 15 | 11 | 6  | 7  | 8  | 12 | 11 | 9  | 8  | 7  | 7  | 3  | 5  | 3  | 4  | 3  | 3  | 3  | 3  | 3  | 3  | 3  | 2  | 2  | 2  |

Legenda:

Luogo: C = Casa; T = Trasferta. Risultato: V = Vittoria; N = Pareggio; P = Sconfitta.

### Statistiche dei giocatori
| Giocatore    | 2. Bundesliga | 2. Bundesliga | 2. Bundesliga | 2. Bundesliga | Coppa di Germania | Coppa di Germania | Coppa di Germania | Coppa di Germania | Totale   | Totale | Totale      | Totale     |
| Giocatore    | Presenze      | Reti          | Ammonizioni   | Espulsioni    | Presenze          | Reti              | Ammonizioni       | Espulsioni        | Presenze | Reti   | Ammonizioni | Espulsioni |
| ------------ | ------------- | ------------- | ------------- | ------------- | ----------------- | ----------------- | ----------------- | ----------------- | -------- | ------ | ----------- | ---------- |
| M. Amedick   | 7             | 0             | 0             | 0             | 1                 | 0                 | 0                 | 0                 | 8        | 0      | 0           | 0          |
| M. Bakalorz  | 15            | 2             | 2             | 0             | 0                 | 0                 | 0                 | 0                 | 15       | 2      | 2           | 0          |
| T. Bertels   | 26            | 1             | 10            | 1             | 1                 | 0                 | 0                 | 0                 | 27       | 1      | 10          | 1          |
| D. Brückner  | 21            | 0             | 7             | 0             | 2                 | 1                 | 1                 | 0                 | 23       | 1      | 8           | 0          |
| N. Burchert  | 0             | 0             | 0             | 0             | 0                 | 0                 | 0                 | 0                 | 0        | 0      | 0           | 0          |
| D. Demme     | 17            | 0             | 4             | 0             | 2                 | 0                 | 0                 | 0                 | 19       | 0      | 4           | 0          |
| F. Hartherz  | 11            | 0             | 1             | 0             | 1                 | 0                 | 0                 | 0                 | 12       | 0      | 1           | 0          |
| M. Heinloth  | 25            | 0             | 3             | 0             | 1                 | 0                 | 0                 | 0                 | 26       | 0      | 3           | 0          |
| U. Hünemeier | 33            | 2             | 5             | 0             | 2                 | 0                 | 1                 | 0                 | 35       | 2      | 6           | 0          |
| E. Kachunga  | 33            | 6             | 5             | 0             | 2                 | 0                 | 1                 | 0                 | 35       | 6      | 6           | 0          |
| S. Koç       | 11            | 2             | 2             | 0             | 0                 | 0                 | 0                 | 0                 | 11       | 2      | 2           | 0          |
| L. Kruse     | 30            | 0             | 0             | 0             | 2                 | 0                 | 1                 | 0                 | 32       | 0      | 1           | 0          |
| M. Krösche   | 18            | 2             | 6             | 0             | 1                 | 0                 | 1                 | 0                 | 19       | 2      | 7           | 0          |
| D. Lück      | 6             | 0             | 0             | 0             | 0                 | 0                 | 0                 | 0                 | 6        | 0      | 0           | 0          |
| A. Meha      | 25            | 12            | 2             | 0             | 1                 | 0                 | 0                 | 0                 | 26       | 12     | 2           | 0          |
| M. Palionis  | 0             | 0             | 0             | 0             | 0                 | 0                 | 0                 | 0                 | 0        | 0      | 0           | 0          |
| M. Pepić     | 1             | 0             | 0             | 0             | 0                 | 0                 | 0                 | 0                 | 1        | 0      | 0           | 0          |
| S. Sané      | 9             | 1             | 0             | 0             | 1                 | 0                 | 0                 | 0                 | 10       | 1      | 0           | 0          |
| M. Sağlık    | 29            | 15            | 4             | 0             | 1                 | 1                 | 0                 | 0                 | 30       | 16     | 4           | 0          |
| F. Scheffer  | 0             | 0             | 0             | 0             | 0                 | 0                 | 0                 | 0                 | 0        | 0      | 0           | 0          |
| S. Schonlau  | 0             | 0             | 0             | 0             | 0                 | 0                 | 0                 | 0                 | 0        | 0      | 0           | 0          |
| C. Strohdiek | 27            | 1             | 5             | 0             | 1                 | 0                 | 0                 | 0                 | 28       | 1      | 5           | 0          |
| R. Voorde    | 13            | 2             | 3             | 0             | 1                 | 1                 | 0                 | 0                 | 14       | 3      | 3           | 0          |
| M. Vrančić   | 30            | 5             | 4             | 1             | 1                 | 0                 | 0                 | 0                 | 31       | 5      | 4           | 1          |
| M. Vucinovic | 11            | 2             | 1             | 0             | 1                 | 0                 | 0                 | 0                 | 12       | 2      | 1           | 0          |
| T. Welker    | 1             | 0             | 0             | 0             | 0                 | 0                 | 0                 | 0                 | 1        | 0      | 0           | 0          |
| J. Wemmer    | 22            | 3             | 2             | 0             | 2                 | 1                 | 1                 | 0                 | 24       | 4      | 3           | 0          |
| J. Wurtz     | 22            | 6             | 4             | 0             | 1                 | 0                 | 0                 | 0                 | 23       | 6      | 4           | 0          |
| M. Zeitz     | 9             | 0             | 2             | 0             | 2                 | 0                 | 0                 | 0                 | 11       | 0      | 2           | 0          |
| P. Ziegler   | 23            | 0             | 2             | 0             | 1                 | 0                 | 0                 | 0                 | 24       | 0      | 2           | 0          |